# Экономика Сингапура
Экономика Сингапура — одна из самых развитых экономик мира, с одним из самых высоких в мире ВВП на душу населения, представитель восточноазиатской модели развития экономики. Сингапур причисляют к «восточноазиатским тиграм» за быстрый скачок экономики до уровня развитых стран. В стране развиты производства электроники, судостроение, сектор финансовых услуг. В стране поддерживаются стабильные цены.
Экономика Сингапура зависит от экспорта продукции, особенно в таких областях как бытовая электроника, информационные технологии, фармацевтика и финансовые услуги[прояснить].
Важную роль в экономике страны играют транснациональные корпорации.
Экономика Сингапура является одной из самых открытых и свободных от коррупции экономик.
Сингапур привлекает крупные инвестиции в фармацевтику и медицинское производство и продолжает усилия по развитию в качестве финансового и высокотехнологичного центра Юго-Восточной Азии.
Широко известны в мире авиакомпания Singapore Airlines, сингапурский холдинг Fairmont Raffles Hotels International владеет международной сетью отелей Swissotel.

## Общая характеристика
Сингапур — ведущий торговый центр и центр ценообразования Азии. С течением глобализации страна всё больше позиционирует себя как финансовый центр и центр высоких технологий Восточной Азии.
Промышленное производство и финансовый сектор занимали соответственно 26 % и 22 % (на 2000 год) от внутреннего валового продукта Сингапура. Сингапур — один из трех крупнейших экспортных центров нефтепереработки в мире, нефтяная отрасль дает 5 % от ВВП страны.
Правительство поощряет высокий уровень сбережений и инвестирования через обязательную пенсионную схему, которая известна как Центральный страховой фонд, причём значительная часть его бюджета расходуется на образование и технологии.
Правительство также владеет компаниями, связанными с государственной инвестиционной группой Temasek — особенно в области производства — которые работают по сути как коммерческие учреждения и производят около 60 % ВВП.
Чтобы поддерживать высокую конкурентоспособность вопреки росту зарплат, правительство поощряет деятельность по наращиванию добавленной стоимости в промышленности и обслуживании. Открыты или находятся в процессе открытия финансовые сервисы, телекоммуникационная инфраструктура, электростанции и точки розничной торговли для содействия иностранным поставщикам услуг. Когда в центральном деловом квартале Сингапура арендная плата выросла втрое в 2006 году, правительство попыталось применить некоторые меры, включая ограничение заработной платы и освобождение неиспользуемых домов с целью уменьшить расходы на аренду и снизить затраты на ведение бизнеса в Сингапуре.
Практически полное отсутствие коррупции в Сингапуре, квалифицированная рабочая сила, продвинутая и эффективная инфраструктура стали привлекательными для более чем 3000 транснациональных корпораций (ТНК) из Соединенных Штатов, Японии и Европы. Иностранные фирмы можно найти практически в любой отрасли экономики. ТНК производят более чем две трети всей промышленной продукции и прямых экспортных продаж, хотя в определённых секторах услуг доминирующими остаются главным образом связанные с правительством корпорации.

### ВВП
Валовый внутренний продукт (ВВП) Сингапура, по оценке Международного валютного фонда:
| Год  | ВВП ($ млрд.) | US-долларовый эквивалент   | Номинальный ВВП на душу населения (в % от США) | ППС ВВП на душу населения (в % от США) |
| ---- | ------------- | -------------------------- | ---------------------------------------------- | -------------------------------------- |
| 1980 | 25,117        | 2,14 сингапурских долларов | 39,65                                          | 55,00                                  |
| 1985 | 39,036        | 2,20 сингапурских долларов | 36,63                                          | 63,41                                  |
| 1990 | 66,778        | 1,81 сингапурских долларов | 52,09                                          | 74,76                                  |
| 1995 | 119,470       | 1,41 сингапурских долларов | 86,14                                          | 90,60                                  |
| 2000 | 159,840       | 1,72 сингапурских долларов | 66,19                                          | 91,48                                  |
| 2005 | 194,360       | 1,64 сингапурских долларов | 67,54                                          | 103,03                                 |
| 2007 | 224,412       | 1,42 сингапурских долларов | 74,61                                          | 107,92                                 |
| 2008 | 235,632       | 1,37 сингапурских долларов | 73,71                                          | 107,27                                 |
| 2009 | 268,900       | 1,50 сингапурских долларов | 78,53                                          | 108,33                                 |
| 2010 | 309,400       | 1,32 сингапурских долларов | 82,13                                          | 119,54                                 |
| 2011 | 270,020       | 1,29 сингапурских долларов | -                                              | -                                      |

- в 1999 году — рост 5,4 %
- в 2000 году — рост 9,9 %.
- в 2001 году — спад 2,0 %
- в 2002 году — рост 2,2 %.
- в 2003 году — рост 1,1 %.

в 2004—2008 гг. — рост в среднем на 6,8 %
- в 2005 году — рост 6,4 %
- в 2006 году — рост 7,9 %
- в 2007 году — экономический рост 7,4 %
- в 2017 году — рост 3,6 %[8]
- в 2018 году —
- в 2019 году —

## История
Более 100 лет территория Сингапура была британской колонией (так называемые «Поселения в проливе», Straits Settlements). Хотя через Сингапурский пролив проходил важный торговый путь, эти поселения оставались слабо развитыми, основными занятиями местного населения были рыбная ловля и производство натурального каучука (в первой половине XX века на Сингапур и Малайзию приходилось до половины мирового производства каучука). В 1963 году Сингапур вышел из состава Британской империи и образовал федерацию с Малайзией. Однако три четверти населения Сингапура составляли китайцы, напряжённые отношения как с Малайзией, так и с Индонезией, уже в 1965 году привели к исключению Сингапура из Малайской федерации. Перед получившим таким образом независимость государством возник ряд экономических проблем: нехватка продовольствия и пресной воды, полное отсутствие минеральных ресурсов, слабая развитость промышленности, вывод британской военной базы в 1968 году ещё больше обострил проблему безработицы. Чтобы способствовать приходу в страну крупных зарубежных компаний правительство Сингапура создало обстановку политической и экономической стабильности (в отличие от других стран с дешёвой рабочей силой). Партия Ли Куан Ю фактически монополизировала власть, был создан единый контролируемый правительством профсоюз, создание других профсоюзов (а тем более организаций коммунистического толка) карались вплоть до смертной казни; столь же жёстко преследовалась коррупция и торговля наркотиками. Такая стратегия оказалась достаточно эффективной, первые семь лет рост ВВП превышал 10 %, к 1972 году четверть производственных компаний были либо зарубежными, либо совместными предприятиями с партнёрами из Японии и США, к 1975 году доля промышленности в ВВП дошла до 22 % (с 14 % в 1965 году). Значительный акцент был сделан на профессиональную подготовку кадров, особенно в сферах информационных технологий, нефтехимии и электроники. Если в 1960-х годах основной промышленной продукцией были спички, рыболовные крючки и москитные сетки, то в 1970-е годы экспортировались текстиль, одежда и простая электроника, к началу 1980-х годов Сингапур стал мировым лидером в производстве жёстких дисков, в 1990-х годах развивались такие направления, как композитные материалы, логистика, биотехнологии, фармацевтика и микроэлектроника.
В первые 20 лет существования Сингапура рост ВВП был близок к 10 %, но в 1985 году он снизился по сравнению с 1984 годом. Непосредственной причиной падения ВВП было банкротство одной из крупнейших промышленных групп Сингапура Pan-Electric Industries. В более общем плане оно было вызвано падением конкурентоспособности рабочей силы в стране (уровень доходов сингапурцев уже был сопоставим с развитыми странами), всё больше производственных мощностей перемещалось в КНР и другие страны. Правительству нужно было искать новые пути развития экономики. До 1973 года в Сингапуре не было собственной фондовой биржи, большая часть предприятий была государственной. Начиная с 1985 года началась постепенная приватизация государственных компаний, крупнейшим размещением акций стала приватизация Singapore Telecommunications в 1993 году, почти утроившая рыночную капитализацию Сингапурской биржи (с US$48,8 млрд до US$132,7 млрд). На конец 1999 года на Сингапурской бирже котировались 370 компаний общей рыночной капитализацией S$434 млрд, 27 % от этой суммы контролировалось суверенным фондом Temasek Holdings.
Параллельно с промышленностью в Сингапуре развивался финансовый сектор, однако более медленными темпами. В 1968 году был создан Азиатский долларовый рынок (англ. Asian dollar market) и основан Банк развития Сингапура (DBS Bank), в следующем году была либерализирована торговля золотом (и с тех пор Сингапур является крупнейшим импортёром золота в Юго-Восточной Азии). В 1971 году было создано Денежно-кредитное управление Сингапура (англ. Monetary Authority of Singapore), выполняющее роль центрального банка; также в этом году начал работу Азиатский долларовый рынок облигаций. В 1984 году была создана Сингапурская международная валютная биржа (Singapore International Monetary Exchange, SIMEX), Сингапур стал четвёртым крупнейшим мировым центром по объёму обмена валют после Лондона, Нью-Йорка и Токио, но при этом в международных расчётах доминировал американский доллар, в меньшей степени японская иена и немецкая марка, роль сингапурского доллара оставалась незначительной.
Экономическая стратегия Сингапура давала реальный рост экономики в среднем на 8,0 % с 1960 по 1999 год. После регионального финансового кризиса, в 1999 году экономика восстановилась с ростом в 5,4 %, а в следующем 2000 году — с 9,9 %. Однако, экономическое замедление США, Японии и Европейского Союза, а также мировое падение в отрасли электроники уменьшило прогнозируемый экономический рост в 2001 году до негативного 2,0 %. Экономика выросла на 2,2 % в следующем году и на 1,1 % в 2003 году, когда Сингапур поразила вспышка атипичной пневмонии.
Реальный рост ВВП в период с 2004 по 2008 год в среднем составил 6,8 %, но во втором квартале 2008 года Сингапур столкнулся с сильнейшим экономическим спадом за последние 5 лет. В третьем квартале Сингапур вошёл в рецессию.
Экономика страны начала приходить в себя в 2010 году и правительство прогнозирует рост в 3-5 % за год.
В последний раз в Сингапуре годовой спад экономики наблюдался в 2001 году, когда лопнул «пузырь доткомов», и ВВП сократился на 1 %. Спад ожидается и в 2020 г., на фоне пандемии коронавируса.

## Сельское хозяйство
Сельское хозяйство Сингапура практически не развито, из 709 км² площади страны возделывается около 1 %, в основном это частные хозяйства на небольших островах. Около 3,3 % территории занимают леса, в том числе запущенные рощи каучуконосов. Продукция: копра, фрукты, овощи; домашняя птица, яйца, рыба, орхидеи, декоративные рыбы.

## Промышленность
Отрасль электроники лидирует в производственном секторе и даёт около 48 % от общей промышленной продукции, но правительство также считает своим приоритетом развитие химической отрасли и отрасли биотехнологий.
Темп роста промышленного производства: 5,7 % (2017)

### Машиностроение
Нефтеперерабатывающая отрасль способствовала развитию производства нефтяного и газового оборудования.

### Судостроение
Сингапур занимает 70 % мирового рынка самоподъемного бурового оборудования и 70 % рынка плавучих установок для добычи, хранения и отгрузки нефти.
На страну приходится 20 % мирового рынка ремонта кораблей; в 2008 г. в морской и шельфовой отрасли[прояснить] работали почти 70 тыс. работников.

### Электроника
Электронная промышленность лидирует в производственном секторе и даёт около 48 % от общей промышленной продукции.

### Биотехнологии
Сингапур активно поощряет и развивает биотехнологическую отрасль. Сотни миллионов долларов инвестируются в инфраструктуру, фонды исследований и развития, высококвалифицированную рабочую силу. Ведущие производители лекарств, такие как GlaxoSmithKline (GSK), Pfizer и Merck & Co открыли заводы в Сингапуре. 8 июня 2008 GSK объявила об инвестициях в 300 млн сингапурских долларов в открытие завода по производству педиатрических вакцин, первого подобного завода в Азии. Фармацевтическая отрасль теперь занимает более 16 % от общего промышленного производства страны.

## Энергетика
На 2016 год 98 % производства электроэнергии в стране дают горючие полезные ископаемые, остальные 2 % — альтернативные возобновляемые источники, общая номинальная мощность составляет 13,35 млн кВт. Производство электроэнергии в 2016 году составило 48,66 млрд кВт*час, потребление — 47,69 млрд кВт*час; крупнейшая электростанция страны — Сеноко. Сингапур не импортирует и не экспортирует электроэнергию.
На 2015 год импорт сырой нефти составлял 783 300 баррелей в сутки, экспорт — 14 780 баррелей в сутки. Импорт нефтепродуктов составлял 2,335 млн баррелей в сутки, а экспорт — 1,82 млн баррелей в сутки. Хотя в Сингапуре имеются значительные нефтеперерабатывающие мощности (в частности крупнейший нефтеперерабатывающий завод Royal Dutch Shell), потребление превышает производство: 1,332 млн баррелей в сутки против 755 тысяч баррелей. По импорту нефтепродуктов Сингапур занимает первое место в мире, по экспорту — четвёртое.
Сингапур — один из трех крупнейших экспортных центров нефтепереработки в мире. Нефтяная отрасль страны дает 5 % от ВВП.
В 2007 году Сингапур экспортировал 68,1 млн тонн нефтепродуктов.
Нефтеперерабатывающая отрасль способствовала развитию химической промышленности, а также производства нефтяного и газового оборудования.
Из импортированных Сингапуром в 2017 году 13,48 млрд кубометров природного газа 12,97 млрд было потреблено, а 622,9 млн кубометров реэкспортировано.

## Финансовый сектор
Валюта: Сингапурский доллар (S$ или SGD) = 100 центов

### Банковское дело
Начиная с 1960-х годов на рынке банковских услуг Сингапура доминировали четыре банка, Development Bank of Singapore (DBS), Oversea-Chinese Banking Corporation (OCBC), United Overseas Bank (UOB) и Overseas Union Bank (OUB). Два последних объединились в 2001 году, таким образом осталось три лидирующих финансовых института. Роль центрального банка с 1971 года играет Денежно-кредитное управление Сингапура (англ. Monetary Authority of Singapore).
Сингапур — финансовый центр Юго-Восточной Азии. Несмотря на свою огромную роль в регионе, Сингапур часто критикуют (по данным Human Rights Watch) за вероятное размещение счетов, содержащих деньги сомнительного происхождения от коррумпированных лидеров и их сообщников, включая миллиарды долларов государственных доходов Бирмы от продажи природного газа, которые скрыты здесь от национальных счетов.

### Налогообложение
Сингапур привлекателен для инвесторов из-за низких налоговых ставок. Всего в Сингапуре 5 налогов, из которых один налог на прибыль, один — налог на заработную плату. Суммарная ставка налогов 27,1 %. Занимает 5-е место в рейтинге налоговых систем мира. Всего 4 вида импортных товаров подлежат налогообложению при ввозе: спиртные напитки, табачные изделия, нефтепродукты и автомобили.
1 апреля 1994 года Сингапур ввел новый налог «На товары и услуги» (Goods and Services Tax (GST)), фактически подоходный налог с первоначальным показателем 3 % в год, который увеличил доходы правительства на 1,6 млрд сингапурских долларов (US $ 1 млрд, € 800 млн.) и стабилизировал правительственные финансы. Этот налог был увеличен до 4 % в 2003, до 5 % в 2004, и до 7 % в 2007 г.
Налог на прибыль для предприятий в Сингапуре 17 %.

## Транспорт
В Сингапуре зарегистрированы 5 авиакомпаний (безусловным лидером является Singapore Airlines). Общий парк этих авиакомпаний состоит из 197 самолётов, в 2015 году они перевезли более 33 млн пассажиров.
В стране 9 аэропортов, все с твёрдым покрытием, у двух из них есть взлётно-посадочная полоса длиной более 3 км.
Сеть автодорог имеет общую протяжённость 3,5 тысячи км, из них 164 км скоростных автострад.
По размеру флота Сингапур занимает 6-е место в мире, на 2017 год он включал 3558 судов водоизмещением более 1000 брутто-регистровых тонн, из них 722 танкера, 592 сухогруза, 504 контейнеровоза, 134 других грузовых судна. Сингапурский порт является одним из крупнейших в мире, в 2016 году через него прошло 30,9 млн TEU, также есть терминал для приёма сжиженного газа.

## Торговля и инвестиции
В 2000 году общий объём торговли Сингапура составлял 273 млрд. сингапурских долларов (S$), рост достиг 21 % по сравнению с 1999 годом.
В 2000 году импорт в Сингапур составил S$ 135 млрд, а экспорт составил 138 млрд долл. Малайзия была главным источником импорта и крупнейшим экспортным рынком (18 %) Сингапура.
На реэкспорт приходилось 43 % общего объёма торговли с другими странами в 2000 году. Главные статьи экспорта Сингапура: нефтепродукты, еда, напитки, химические вещества, текстиль/одежда, электронные компоненты, телекоммуникационные приборы и транспортное оборудование. Главные статьи импорта: самолёты, сырая нефть и нефтепродукты, электронные компоненты, радиоприёмники и телевизоры и компоненты, автомашины, химические вещества, железо/сталь, текстиль/ткани.
Комитет экономического развития Сингапура (EDB) продолжает привлекать средства на крупномасштабные проекты, несмотря на относительно высокую стоимость ведения бизнеса. США лидируют по иностранными инвестициями в страну, их доля составляла 40 % новых контрактов в производственной отрасли в 2000 году. По состоянию на 1999 год, совокупный объём инвестиций американских компаний в производство и услуги достиг примерно $ 20 млрд. Большая часть американских инвестиций сосредоточена в производстве электроники, переработке и хранении нефти и в химической промышленности. В Сингапуре работает более 1500 американских фирм.
Кроме того, правительство поощряло местные фирмы инвестировать за рубеж, общая сумма сингапурских иностранных инвестиций достигла 39 млрд долл. на конец 1998 года. На первом месте — Китайская Народная Республика (14 % от общего количества иностранных инвестиций), далее идут Малайзия (10 %), Гонконг (8,9 %), Индонезия (8,0 %) и США (4,0 %). Быстрорастущая экономика Индии, особенно отрасль высоких технологий, также является перспективной для сингапурских инвестиций.
В 2016 году в Сингапуре прошел первый форум Indian Ocean Conference, который разнообразил программу экономических конференция АСЕАН. А сингапурская делегация на следующем форуме в Коломбо была одной из самых многочисленных — более 120 представителей крупных компаний и корпораций во главе с Министром иностранных дел. О возможности инвестирования более 6 млрд долларов в экономику Шри-Ланки заявили представители двух крупнейших поставщиков пищевых ингредиентов из Сингапура — Golden Agri-Resources и QI Ingredients.
| Год  | Общая торговля | Импорт | Экспорт | % Изменение |
| ---- | -------------- | ------ | ------- | ----------- |
| 2000 | $273           | $135   | $138    | 21 %        |
| 2001 |                |        |         | -9,4 %      |
| 2002 | $432           |        |         | 1,5 %       |
| 2003 | $516           | $237   | $279    | 9,6 %       |
| 2004 | $629           | $293   | $336    | 21,9 %      |
| 2005 | $716           | $333   | $383    | 14 %        |
| 2006 | $810           | $379   | $431    | 13,2 %      |

Все значения — в миллиардах сингапурских долларов.

## Компании Сингапура
В списке Forbes Global 2000 за 2018 год среди 2000 крупнейших публичных компаний мира 15 были сингапурские:
DBS Group (228),
Oversea-Chinese Banking Corporation (284),
United Overseas Bank (311),
SingTel (354),
Wilmar International (456),
CapitaLand (931),
Singapore Airlines (1119),
Flextronics International (1176),
Olam International (1326),
Keppel Corporation (1634),
China Aviation Oil (1734),
UOL Group (1858), Frasers Centrepoint (1920),
Fraser & Neave (1938),
Sembcorp Industries (1971).